# Gyeguk
Gyeguk, död 1316, var Koreas drottning 1298 och 1308-1313, gift med kung Chungseon av Goryeo. 
Hon var medlem av den mongoliska Yuandynastin i Kina, och äktenskapet arrangerades av politiska skäl 1296. Hennes make blev kung när hans far abdikerade 1298. Äktenskapet var olyckligt och barnlöst. När maken tog en koreansk konkubin talade hon om det för Yuandynastin, som tvingade hennes make att abdikera och återinsätta sin far på tronen. Hennes svärfar försökte utan framgång få henne förvisad. 
Hon blev drottning en andra gång när hennes man blev kung en gång till 1308. Hon använde sig framgångsrikt av sin födelsefamilj, Yuandynastin, för att säkra sin personliga ställning i Korea. Hon fick skulden för många politiska incidenter i Korea under denna tid. Hon hade en nära relation till prins Wang Go, som var hennes politiska allierade och som hon gifte bort med sin niece. 
1313 dog hennes make. Hon närvarade vid den nya kungens kröning, och återvände därefter till Kina. 